# 上柚木公園野球場
上柚木公園野球場（かみゆぎこうえんやきゅうじょう）は、東京都八王子市上柚木の上柚木公園内にある野球場。施設は八王子市が所有し、八王子市学園都市文化ふれあい財団が指定管理者として運営管理を行っている。

## 概要
2000年10月開場。
プロ野球では2001年、秋季教育リーグ「コスモスリーグ」の開催球場のひとつとなった。2008年には、スワローズ主催のイースタン・リーグ公式戦が行われている。
大学野球では首都大学野球2部リーグの他、準硬式野球の使用実績が多い。関東地区大学準硬式野球選手権大会や関東地区の全日本大会予選会、東都大学準硬式野球連盟1部リーグ戦の多くと2部以下の数試合が毎年開催されているほか、東京六大学準硬式野球連盟のリーグ戦でも定期的に使用されている。
高校野球では、夏の西東京大会の会場となるほか、秋・春の本大会（稀に一次予選でも）使用されることがある。
リトルリーグ・ベースボール・ワールドシリーズ日本予選の全日本選手権大会も当地で開催されている。
2021年に初めてネーミングライツが導入され、八王子市に本社を置く工業用接着剤メーカーのスリーボンドが5年間（年200万円）の契約期間で命名権を取得し、6月1日から愛称が「スリーボンドベースボールパーク上柚木」となった。

## 施設概要
- 両翼：98m、中堅：122m
- 内野：クレー舗装、外野：天然芝
- スコアボード：磁気反転式
- 収容人員：3,000人（内野1600人、外野1400人）
- チーム名と選手名表記部分を利用して、簡単なメッセージ表示が出来る。（各行にスペースがあるため視認性は余り良好ではない）

## 交通
- 京王相模原線・南大沢駅4番バスのりばから、京王バス南「（北03・04）北野駅」行または「（八60・61）八王子駅南口」行で「陸上競技場前」下車